# Stibadium mavina

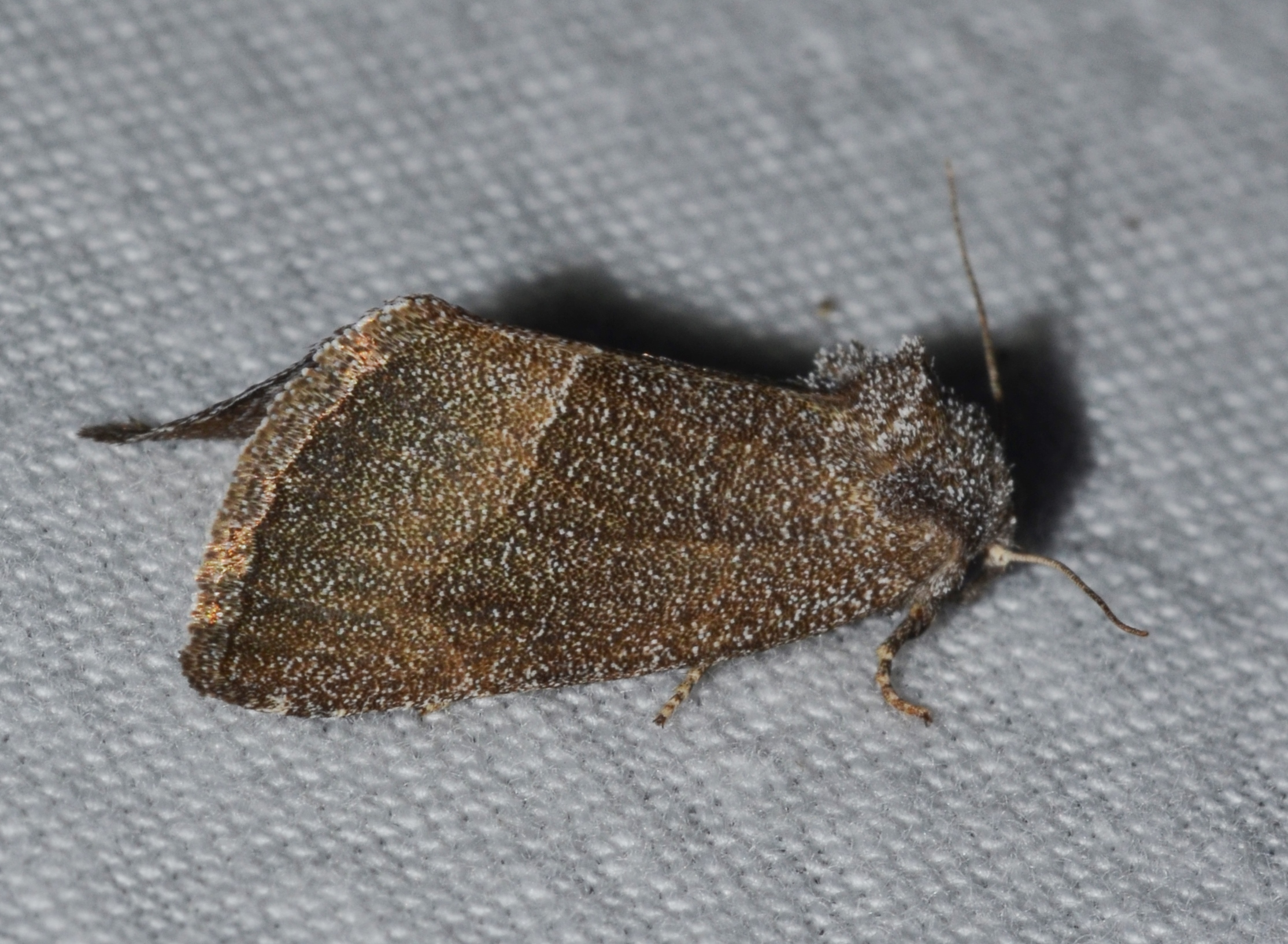
Stibadium mavina.

Stibadium mavina är en fjärilsart som beskrevs av Barnes och Mcdunnough 1910. Stibadium mavina ingår i släktet Stibadium och familjen nattflyn. Inga underarter finns listade i Catalogue of Life.